# Actinostemon klotzschii
Actinostemon klotzschii är en törelväxtart som först beskrevs av Ferdinand Didrichsen, och fick sitt nu gällande namn av Ferdinand Albin Pax. Actinostemon klotzschii ingår i släktet Actinostemon och familjen törelväxter. Inga underarter finns listade i Catalogue of Life.